# الإرهابي (فلم)
الإرهابي هو فيلم مصري أُنتِج عام 1994، من بطولة عادل إمام وصلاح ذو الفقار ومديحة يسري. ويُعد من الأفلام السياسية وهو من تأليف الكاتب لينين الرملي وإخراج نادر جلال. الفيلم هو الأخير للفنان الكبير الراحل صلاح ذو الفقار. وكان هذا الفيلم قد جرى إنتاجه تحت حراسة مشددة من الشرطة.

## طاقم العمل
- عادل إمام: علي عبد الظاهر/مصطفى
- صلاح ذو الفقار: د.عبد المنعم/والد سوسن
- مديحة يسري: والدة سوسن
- مصطفى متولي: هاني
- شيرين: سوسن
- إبراهيم يسري: محسن
- حنان شوقي: فاتن/أخت سوسن
- أحمد راتب: الأخ سيف زعيم الحركة الإسلامية
- سعيد طرابيك: شعلان
- ماجدة زكي: زوجة هاني
- عثمان عبد المنعم: د.مصطفى عبد الرحمن

## قصة الفيلم
علي عبد الظاهر (عادل إمام) دفعته ظروفه الاجتماعية من فقر وإحباط إلى الانضمام لإحدى الجماعات الإسلامية المتطرفة وهو يدمر كل المظاهر التي يعتقد أنها مصدر الفساد في البلد مثل محلات بيع الفيديو وقتل السائحين الأجانب. وظهرت المجموعات الإرهابية التي ينتمي إليها الإرهابي علي كالحة الوجه، تلبس زياً موحداً، وتعيش في أماكن مهجورة تخيّم عليها الكآبة وروح الشر، وتسيّر هذه المجموعات من قبل أمير لها، له عليهم حق الطاعة العمياء. ينفذ علي عملية إرهابية كبرى يروح ضحيتها عدد كبير من السياح، وأثناء هروبه تصدمه فتاة ثرية جميلة بسيارتها وتحمله إلى بيتها حيث تعيش مع أسرتها لعلاجه فوالدها طبيب مشهور هو الدكتور عبد المنعم (صلاح ذو الفقار)، ويجد علي فرصة للاختباء في هذا البيت، وخلال إقامته معهم، تتصارع الافكار داخله بين ما تروجه الجماعة وما يلمسه من خير وطيبة فيهم، ويشكك في كل ما آمن به.

## بعد صدور الفيلم
مع أول ظهور للفيلم في تسعينات القرن الماضي، لم يفهمه الكثير وأطلقوا أفكار مسبقة عن إساءته للإسلام، وأحدث جو من الشهرة المضادة والإشاعات، ولكن اتضح فيما بعد أن من يفهم الفيلم جيداً سيتعاطف مع بطل الفيلم ويدرك أن بعض الشباب المغرر به ممكن أن يتوب بعد إصلاح فكره وعالجه وضمه للمجتمع مرة أخرى، وقد كانت أصعب المشاهد في الفيلم مشاهد التوديع من الأخ مصطفى أو علي للأسرة التي استضافته.
الفنان صلاح ذو الفقار توفي بتاريخ 22 ديسمبر 1993م، وبعدها صدر الفيلم سنة 1994 وكان فيلم الإرهابي آخر عمل فني له.